# Puchar Intertoto UEFA (2007)
Puchar Intertoto UEFA 2007 − był 47. edycją piłkarskiego turnieju, trzynastą pod egidą UEFA, będącego jednocześnie formą eliminacji do rozgrywek Pucharu UEFA. Do II rundy eliminacji Pucharu UEFA awansowało jedenastu zwycięzców meczów III rundy. Zwycięzcą Pucharu Intertoto 2007 został Hamburger SV, gdyż to miano przysługiwało drużynie, która zajdzie najdalej w Pucharze UEFA.

## I runda
Pierwsze mecze zostały rozegrane 23 i 24 czerwca, zaś rewanże 30 czerwca i 1 lipca.
| Drużyna 1                            | Wynik dwumeczu    | Drużyna 2                    | Pierwszy mecz     | Drugi mecz        |
| Europa Południowa                    | Europa Południowa | Europa Południowa            | Europa Południowa | Europa Południowa |
| ------------------------------------ | ----------------- | ---------------------------- | ----------------- | ----------------- |
| Gloria Bystrzyca                     | 3:2               | Grbalj Radanovići            | 2:1               | 1:1               |
| NK Zagreb                            | 2:2 (br. wyj.)    | KF Vllaznia                  | 2:1               | 0:1               |
| Ethnikos Achna                       | 1:2               | FK Makedonija Dźorcze Petrow | 1:0               | 0:2               |
| Birkirkara FC                        | 1:5               | NK Maribor                   | 0:3               | 1:2               |
| UE Sant Julià                        | 4:6               | Slavija Sarajewo             | 2:3               | 2:3               |
| Europa Środkowa i Wschodnia          |                   |                              |                   |                   |
| Toboł Kustanaj                       | 3:2               | Zestaponi                    | 3:0               | 0:2               |
| Szachcior Soligorsk                  | 4:3               | Ararat Erywań                | 4:1               | 0:2               |
| FK Bakı                              | 2:2 (k. 1:3)      | Dacia Kiszyniów              | 1:1               | 1:1               |
| FC Differdange 03                    | 0:5               | Slovan Bratysława            | 0:2               | 0:3               |
| Europa Północna                      |                   |                              |                   |                   |
| Cliftonville F.C.                    | 2:1               | Dinaburg FC                  | 1:1               | 1:0               |
| Hammarby IF                          | 3:1               | KÍ Klaksvík                  | 1:0               | 2:1               |
| FC Honka                             | 4:2               | Tallinna FC TVMK             | 0:0               | 4:2               |
| Valur                                | 1:2               | Cork City                    | 0:2               | 1:0               |
| Vėtra Wilno                          | 6:6 (br. wyj.)    | Llanelli AFC                 | 3:1               | 3:5               |
| Po lewej gospodarz pierwszego meczu. |                   |                              |                   |                   |

## II runda
Pierwsze mecze zostały rozegrane 7 i 8 lipca, zaś rewanże 14 i 15 lipca.
| Drużyna 1                            | Wynik dwumeczu    | Drużyna 2           | Pierwszy mecz     | Drugi mecz        |
| Europa Południowa                    | Europa Południowa | Europa Południowa   | Europa Południowa | Europa Południowa |
| ------------------------------------ | ----------------- | ------------------- | ----------------- | ----------------- |
| Slavija Sarajewo                     | 0:3               | Oțelul Gałacz       | 0:0               | 0:3               |
| FK Makedonija Dźorcze Petrow         | 0:7               | Czerno More Warna   | 0:4               | 0:3               |
| NK Maribor                           | 2:5               | Hajduk Kula         | 2:0               | 0:5               |
| Trabzonspor                          | 10:0              | KF Vllaznia         | 6:0               | 4:0               |
| Maccabi Hajfa                        | 2:2 (k. 2:3)      | Gloria Bystrzyca    | 0:2               | 2:0               |
| Europa Środkowo-Wschodnia            |                   |                     |                   |                   |
| Dacia Kiszyniów                      | 1:1 (k. 3:0)      | FC Sankt Gallen     | 0:1               | 1:0               |
| Zalaegerszegi TE                     | 0:5               | Rubin Kazań         | 0:3               | 0:2               |
| Rapid Wiedeń                         | 3:2               | Slovan Bratysława   | 3:1               | 0:1               |
| Czornomoreć Odessa                   | 6:2               | Szachcior Soligorsk | 4:2               | 2:0               |
| Toboł Kustanaj                       | 3:1               | Slovan Liberec      | 1:1               | 2:0               |
| Europa Północna                      |                   |                     |                   |                   |
| FC Honka                             | 3:3 (br. wyj.)    | Aalborg BK          | 2:2               | 1:1               |
| Vėtra Wilno                          | 3:0               | Legia Warszawa      | 3:0               | –                 |
| KAA Gent                             | 6:0               | Cliftonville F.C.   | 2:0               | 4:0               |
| Cork City                            | 1:2               | Hammarby IF         | 1:1               | 0:1               |
| Po lewej gospodarz pierwszego meczu. |                   |                     |                   |                   |

## III runda
Pierwsze mecze zostały rozegrane 21 i 22 lipca, zaś rewanże 28 i 29 lipca. Zwycięzcy dwumeczów awansowali do II rundy eliminacji Pucharu UEFA.
| Drużyna 1                            | Wynik dwumeczu | Drużyna 2        | Pierwszy mecz | Drugi mecz |
| ------------------------------------ | -------------- | ---------------- | ------------- | ---------- |
| Oțelul Gałacz                        | 4:2            | Trabzonspor      | 2:1           | 2:1        |
| Czerno More Warna                    | 0:2            | Sampdoria        | 0:1           | 0:1        |
| Hajduk Kula                          | 2:4            | União Leiria     | 1:0           | 1:4        |
| Gloria Bystrzyca                     | 2:2 (br. wyj.) | Atlético Madryt  | 2:1           | 0:1        |
| Dacia Kiszyniów                      | 1:5            | Hamburger SV     | 1:1           | 0:4        |
| Rapid Wiedeń                         | 3:1            | Rubin Kazań      | 3:1           | 0:0        |
| Czornomoreć Odessa                   | 1:3            | RC Lens          | 0:0           | 1:3        |
| Toboł Kustanaj                       | 2:0            | OFI 1925         | 1:0           | 1:0        |
| KAA Gent                             | 2:3            | Aalborg BK       | 1:1           | 1:2        |
| Vėtra Wilno                          | 0:6            | Blackburn Rovers | 0:2           | 0:4        |
| Hammarby IF                          | 1:1 (br. wyj.) | Utrecht          | 0:0           | 1:1        |
| Po lewej gospodarz pierwszego meczu. |                |                  |               |            |

## Najlepsi strzelcy
| Poz | Zawodnik                  | Kraj                     | Klub                     | Gole |
| --- | ------------------------- | ------------------------ | ------------------------ | ---- |
| 1   | Witalij Wołkow            | Rosja                    | Rubin Kazań              | 4    |
| 1   | Ersen Martin              | Turcja                   | Trabzonspor Kulübü       | 4    |
| 1   | Steffen Hofmann           | Niemcy                   | Rapid Wiedeń             | 4    |
| 4   | Dimityr Makrijew          | Bułgaria                 | NK Maribor               | 3    |
| 4   | Rhys Griffiths            | Walia                    | Llanelli A.F.C.          | 3    |
| 4   | Jami Puustinen            | Finlandia                | FC Honka                 | 3    |
| 4   | Igor Bugaev               | Mołdawia                 | Czornomoreć Odessa       | 3    |
| 4   | Dominic Foley             | Irlandia                 | KAA Gent                 | 3    |
| 4   | Dorel Zaharia             | Rumunia                  | Gloria Bystrzyca         | 3    |
| 4   | Rusłan Bałtijew           | Kazachstan               | Tobył Kostanaj           | 3    |
| 4   | Adékambi Olufadé          | Togo                     | KAA Gent                 | 3    |
| 4   | Gabriel Jula              | Rumunia                  | Oțelul Gałacz            | 3    |
| 13  | Arlind Norra              | Albania                  | Vllaznia Szkodra         | 2    |
| 13  | Goranco Stojanowski       | Macedonia Północna       | Makedonija Ǵorcze Petrow | 2    |
| 13  | Valery Onila              | Mołdawia                 | Dacia Kiszyniów          | 2    |
| 13  | Markos Pineiro Pizelli    | Brazylia                 | Ararat Erywań            | 2    |
| 13  | Miloš Đalac               | Czarnogóra               | Grbalj Radanovići        | 2    |
| 13  | Vitalis Stankevičius      | Litwa                    | Vėtra Wilno              | 2    |
| 13  | Markos Da Silva           | Brazylia                 | Czerno More Warna        | 2    |
| 13  | Alaksiej Ryas             | Białoruś                 | Szachcior Soligorsk      | 2    |
| 13  | Nurbol Żumaskajlew        | Kazachstan               | Tobył Kostanaj           | 2    |
| 13  | Roni Porokara             | Finlandia                | FC Honka                 | 2    |
| 13  | Nikola Komazec            | Serbia                   | Hajduk Kula              | 2    |
| 13  | Umut Bulut                | Turcja                   | Trabzonspor Kulübü       | 2    |
| 13  | Cosmin Tilincă            | Rumunia                  | Gloria Bystrzyca         | 2    |
| 13  | Gabriel Paraschiv         | Rumunia                  | Oțelul Gałacz            | 2    |
| 13  | Milan Perić               | Serbia                   | Hajduk Kula              | 2    |
| 13  | Benny McCarthy            | Południowa Afryka        | Blackburn Rovers         | 2    |
| 13  | Ołeh Wenhłynski           | Ukraina                  | Czornomoreć Odessa       | 2    |
| 13  | Rafael van der Vaart      | Holandia                 | Hamburger SV             | 2    |
| 13  | Kanga Akalé               | Wybrzeże Kości Słoniowej | RC Lens                  | 2    |
| 13  | Nuno Rodrigues Laranjeiro | Portugalia               | União Leiria             | 2    |